# پارک طبیعت کوالا سلانگور
پارک طبیعت کوالا سلانگور (به انگلیسی: Kuala Selangor Nature Park) (KSNP ; مالایی: Taman Alam Kuala Selangor) یک پارک است که در کنار دهانه رودخانه سلانگور در منطقه کوالا سلانگور، سلانگور، مالزی واقع شده است. این پارک در سال ۱۹۸۷ توسط دولت ایالتی سلانگور تأسیس شد و توسط انجمن طبیعت مالزی مدیریت می‌شود که پیشنهاد داده بود که آن را به عنوان یک تالاب با اهمیت بین‌المللی اعلام کنند.

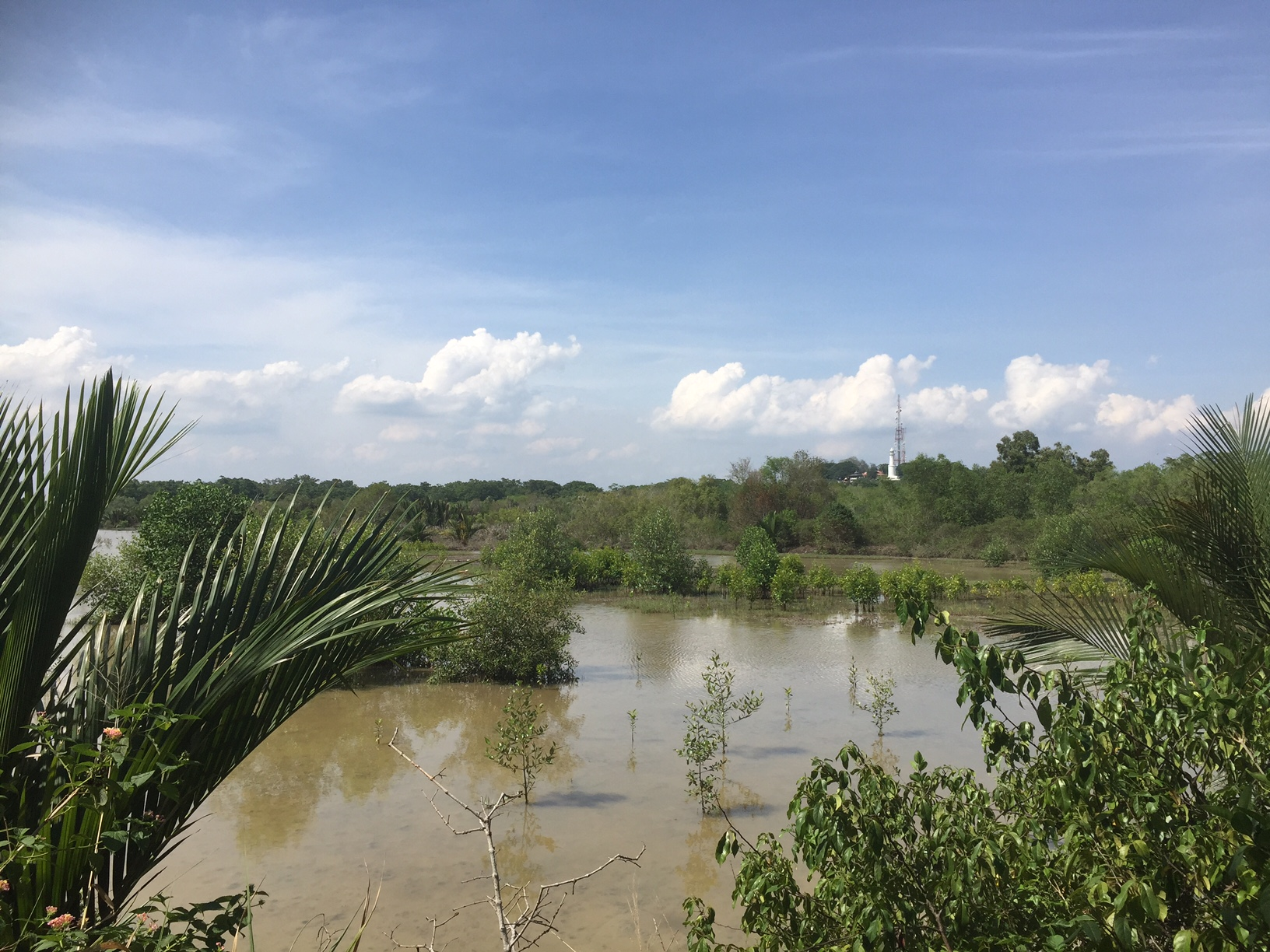
دریاچه مصنوعی

پارک با مساحت کل ۲٫۴ کیلومتر مربع (۰٫۹۳ مایل مربع)، تلفیقی از جنگل رشد دوم و تالاب می‌باشد، وفق اینکه یک نوار ساحلی مصنوعی، تالاب را از جنگل جدا کرده است. داخل محوطه پارک، یک آبگیر بزرگ قرار دارد که یک بند دیگر آن را احاطه کرده است. یک آب‌بند وجود دارد که آبگیر را به رودخانه متصل می‌کند تا سطح آب درون آبگیر تحت کنترل قرار داشته باشد.
این پارک، به عنوان بخشی از پای‌رود رودخانه سلانگور، منزلگاه تعدادی از گونه‌های پرنده بزرگ جثه همچون حواصیل و لک‌لک شیری و همچنین میمون و شامپانزه به نام میمون برگ نقره ای و مکاک دم‌دراز است. یک باغ پرندگان متروکه هنوز در وسط پارک وجود دارد.